# Andrena schmiedeknechti
Andrena schmiedeknechti är en biart som beskrevs av Paolo Magretti 1883.
Andrena schmiedeknechti ingår i släktet sandbin och familjen grävbin. Inga underarter finns listade i Catalogue of Life.